# Камбер
Камбер (на румънски: Mihai Bravu, Михай Браву, старо Camber) е село в централната част на Окръг Тулча, Северна Добруджа, Румъния. Селото е разположено недалеч от река Таица. По данни от 2002 година в Камбер живеят 703 души. Селото е административен център на едноименната община Камбер, в която влизат още 2 села - Армутлия и Ново село.

## История
Най-ранните документи за съществуването на селото датират от 16 век. Среща се като селище и на средновековни карти под името Камбер. 
Запазени са сведения за дейността на училищната организация в Добруджа с протокол от 30 юли 1878, където се посочват имената на местни български първенци, натоварени с уреждането на българските училища в Бабадагското окръжие. След като Северна Добруджа е включена в състава на Кралство Румъния, българското село е преименувано на Михай Браву в чест на влашкия войвода Михай Витязул. В село Камбер през 1935 година е родена известната добруджанска народна певица Анастасия Костова. Българските жители на селото се изселват в България след Крайовската спогодба в 1940 година.

## Личности
Родени в Камбер
- Анастасия Костова (1935 – 2010), българска народна певица